# جرلامو کاردانو
جرلامو کاردانو  (فرانسوی: Jérôme Cardan‎؛ زاده ۲۴ سپتامبر ۱۵۰۱ – درگذشته ۲۱ سپتامبر ۱۵۷۶) یک دانشمند در زمینه ریاضیات و پزشکی اهل ایتالیا بود. دستور کادانو از وی به جا مانده است.

## ریاضیات
کاردانو نخستین ریاضیدانی است که اعداد کوچک‌تر از صفر را به شکلی نظام‌مند به کار می‌گیرد.